# 长穗花属
长穗花属（学名：Styrophyton）是野牡丹科下的一个属，为灌木植物。该属仅有长穗花（Styrophyton caudatum）一种，分布于中国云南、广西。